# Alicia (álbum)
Alicia (estilizada en mayúsculas) es el séptimo álbum de estudio de la cantante y compositora estadounidense Alicia Keys. Se lanzó a través de RCA Records el 18 de septiembre de 2020. Es el primer álbum de estudio de Keys desde Here (2016). Para su promoción se han estrenado los sencillos «Show Me Love», «Time Machine», «Underdog», «Good Job», «Perfect Way to Die», «So Done» y «Love Looks Better». El álbum estaba programado para ser apoyado la gira Alicia: The World Tour; que comenzaría en Dublín el 5 de junio de 2020 y que finalmente se propuso por la pandemia de COVID-19.

## Antecedentes
Keys mencionó el título en una entrevista con Billboard en diciembre de 2019, diciendo que trabajar en el álbum y sus memorias fue «la mejor terapia que he tenido». Ella anunció formalmente el álbum el 20 de enero de 2020, publicando la portada en sus cuentas de redes sociales. Keys ha descrito el proyecto como una muestra de varios lados y emociones de la experiencia humana; incluyendo sentimientos de ser tomado por sentado y rabia. Después de retrasarse desde su fecha de lanzamiento del 20 de marzo debido a la pandemia de COVID-19,  anunció el 14 de septiembre de 2020 que el álbum se lanzaría el 18 de septiembre.

## Promoción
El 17 de septiembre de 2019, Keys debutó con el sencillo principal del álbum, «Show Me Love». Keys interpretó la canción por primera vez durante su aparición en el iHeart Radio Music Festival en Las Vegas el 21 de septiembre de 2019. También interpretó la canción en el Festival Global Citizen el 28 de septiembre de 2019, en el Central Park de la ciudad de Nueva York junto con sus sencillos como «No One» y «Empire State of Mind». El segundo sencillo del álbum «Underdog» se lanzó el 9 de enero de 2020, la pista se presentó en la 62a Entrega Anual de los Premios Grammy.
El tercer sencillo «So Done» en colaboración con el cantante Khalid se lanzó el 14 de agosto de 2020, junto con un video musical dirigido por Andy Hines estrenado el mismo día y protagonizado por la actriz Sasha Lane junto a Keys y Khalid. Para continuar con la promoción, la cantante publicó el cuarto sencillo del álbum «Love Looks Better» el 10 de septiembre de 2020, el tema se presentó en vivo en el concierto Kickoff de NFL Network 2020.

## Lista de canciones
Créditos adaptados de Apple Music
| N.º   | Título                                 | Escritor(es) | Productor (s)                    | Duración |  |
| 1.    | «Truth Without Love»                   | Alicia Cook | Rance                            | 2:34     |  |
| 2.    | «Time Machine»                         | Cook, Coleridge Tillman y Robin Tadross                                                                                        | Alicia Keys y Rob Knox           | 4:30     |  |
| 3.    | «Authors of Forever»                   | Cook, Johnny McDaid y Jonny Coffer                                                                                             | Keys, McDaid y Coffer            | 3:37     |  |
| 4.    | «Wasted Energy» (con Diamond Platnumz) | Cook, P2J, Ari PenSmith, Kali McLoughlin y J. Warner                                                                           | P2J                              | 4:19     |  |
| 5.    | «Underdog»                             | Cook, Edward Sheeran, Foy Vance y Johnny McDaid                                                                                | Keys y McDaid                    | 3:28     |  |
| 6.    | «3 Hour Drive» (con Sampha)            | Cook, James Napier y Sampha Lahai Sisay                                                                                        | Keys y Sampha                    | 4:01     |  |
| 7.    | «Me x 7» (con Tierra Whack)            | Cook, Jeremiah "Sick Pen" Bethea, Patrick Postlewait, Pierre Medor, Christopher "Tricky" Stewart, Samuel Thomas y Tierra Whack | Tricky Stewart                   | 3:32     |  |
| 8.    | «Show Me Love» (con Miguel)            | Cook, Daystar Peterson, Miguel Pimentel y Morgan Matthews                                                                      | Keys y Matthews                  | 3:14     |  |
| 9.    | «So Done» (con Khalid)                 | Cook, Khalid Robinson y Ludwig Göransson                                                                                       | Göransson                        | 3:55     |  |
| 10.   | «Gramercy Park»                        | Cook, Napier y Sam Roman | Keys y Jimmy Napes               | 3:12     |  |
| 11.   | «Love Looks Better»                    | Cook, Larrance Dopson, Ryan Tedder y Noel Zancanella                                                                           | Keys, Tedder y Zancanella        | 3:23     |  |
| 12.   | «You Save Me» (con Snoh Aalegra)       | Cook y Snoh Aelgera | Keys                             | 3:41     |  |
| 13.   | «Jill Scott» (con Jill Scott)          | Cook, Thomas Scott, Delano "Sean C" Matthews, Dean y Jill Scott                                                                | Sean C                           | 4:05     |  |
| 14.   | «Perfect Way to Die»                   | Cook y Tillman | Keys y Sebastian Kole            | 3:31     |  |
| 15.   | «Good Job»                             | Cook, Terius Nash, Kasseem Dean y Avery Chambliss                                                                              | Keys, Swizz Beatz y Avenue Beatz | 3:50     |  |
| 37:17 |                                        | |                                  |          |  |

## Posicionamiento en listas
| Listas (2020)                     | Mejor posición |
| --------------------------------- | -------------- |
| Alemania (Official German Charts) | 14             |
| Australia (ARIA)                  | 13             |
| Bélgica (Ultratop) Flanders       | 5              |
| Bélgica (Ultratop) Wallonia       | 18             |
| Escocia (OCC)                     | 12             |
| Italia (FIMI)                     | 40             |
| Japón Hot Albums (Billboard)      | 40             |
| Nueva Zelanda (RMNZ)              | 38             |
| Países Bajos (Dutch Top 100)      | 10             |
| Reino Unido (OCC)                 | 12             |